# Постоянная палата международного правосудия
Постоянная палата международного правосудия (фр. La Cour permanente de justice internationale, англ. Permanent Court of International Justice) — судебный орган, учреждённый под эгидой Лиги Наций в 1920 году, согласно принятому в 1920 г. статуту. Состояла из 11, позднее 15 судей. Резиденция в Гааге, затем, после оккупации Нидерландов Германией, в Женеве (с 1940 года). Рабочие языки: английский, французский. В 1940 году работа Палаты была прервана Второй мировой войной. Вместе с Лигой Наций была распущена в 1946 году; преемником Палаты стал Международный суд ООН.
Последним Председателем Палаты был судья Хосе Густаво Герреро (Сальвадор), который затем стал первым Председателем Международного Суда ООН.
За время своей деятельности Палата в общей сложности вынесла 29 решений по спорам между государствами и 27 консультативных заключений, большинство из которых было выполнено.
В Гааге Палата располагалась во Дворце мира, в котором в настоящее время работают Международный суд ООН и Постоянная палата третейского суда.